# Crenicichla pellegrini
Crenicichla pellegrini är en fiskart som beskrevs av Ploeg, 1991. Crenicichla pellegrini ingår i släktet Crenicichla och familjen Cichlidae. Inga underarter finns listade i Catalogue of Life.